# Takafumi Sudo
Takafumi Sudo (須藤 貴郁 Sudo Takafumi?, nacido el 21 de noviembre de 1991 en Tochigi) es un futbolista japonés que juega como defensa.
En 2014, Sudo se unió al Vanraure Hachinohe de la J3 League.

## Trayectoria

### Clubes
| Club               | País  | Año    |
| ------------------ | ----- | ------ |
| Vanraure Hachinohe | Japón | 2014 - |

## Estadística de carrera

### J. League
| Club               | Año   | J. League | J. League | Copa J. League | Copa J. League | Total | Total |
| Club               | Año   | Part.     | Goles     | Part.          | Goles          | Part. | Goles |
| ------------------ | ----- | --------- | --------- | -------------- | -------------- | ----- | ----- |
| Vanraure Hachinohe | 2019  | 22        | 2         | -              | -              | 22    | 2     |
| Total              | Total | 22        | 2         | 0              | 0              | 22    | 2     |